# Лазар Драганов
Вижте пояснителната страница за други личности с името Драганов.
Лазар Драганов Драганов е български военноморски офицер, Капитан I ранг, командващ Българския беломорски флот, началник на Българския военноморски флот.

## Биография
Лазар Драганов е роден на 12 април 1874 г. в град Клисура. През 1894 г. завършва Кралската академия за търговия и мореплаване в Триест и постъпва в българския военноморски флот със звание мичман II ранг. Служи на крайцер „Надежда“. През 1903 – 1904 г. специализира в минния офицерски клас в Кронщат. От 1906 г. е командир на новия торпедоносец „Дръзки“. Началник е на флотска секция към щаба на армията.
През 1913 г. командва крайцера „Надежда“, през 1915 – 1916 г. е командир на подвижна брегова батарея и за няколко месеца е комендант на пристанище Кюстенджа. През 1917 г. оглавява Българския беломорски флот. Служи и като интендант на флота. От 24 октомври 1919 г. е в управлението на Морската и речна полиция, в каквото е превърнат флотът с Ньойския договор. Началник на Българския военноморски флот в периода 24 октомври 1919 – 31 декември 1922 г. От 1925 г. е в запаса, живее във Варна и се ползва с висок авторитет във флота и в града. Като офицер служи и във 2-ри конен полк. Умира във Варна на 27 януари 1945 г.

## Военни звания
- Мичман II ранг (2 август 1897)
- Мичман І ранг (2 май 1902)
- Лейтенант (18 май 1906)
- Капитан III ранг (14 март 1913)
- Капитан II ранг (2 октомври 1916)
- Капитан I ранг (2 ноември 1919)